# Дженкинс, Дэвид (фигурист)
Дэ́вид Уи́лкинсон Дже́нкинс (англ. David Wilkinson Jenkins; род. 29 июня 1936, Акрон, Огайо) — американский фигурист, выступавший в одиночном катании, олимпийский чемпион 1960 года, трёхкратный чемпион мира.
Младший брат олимпийского чемпиона 1956 года и 4-кратного чемпиона мира по фигурному катанию Хейза Алана Дженкинса.
Был известен тем, что превосходно выполнял прыжок в 2,5 оборота и тройной сальхов.
Сразу после победы на Олимпийских играх 1960 года перешёл в профессионалы и стал выступать в шоу Ice Follies.
После окончания карьеры фигуриста жил в Тулсе и работал гастроэнтерологом.

## Достижения
| Соревнование               | 1954 | 1955 | 1956 | 1957 | 1958 | 1959 | 1960 |
| -------------------------- | ---- | ---- | ---- | ---- | ---- | ---- | ---- |
| Зимние Олимпийские игры    |      |      | 3    |      |      |      | 1    |
| Чемпионаты мира            | 4    | 3    | 3    | 1    | 1    | 1    |      |
| Чемпионат Северной Америки |      | 2    |      | 1    |      |      |      |
| Чемпионаты США             | 2    | 2    | 3    | 1    | 1    | 1    | 1    |